# Basiliek van Onze-Lieve-Vrouw van Pontmain

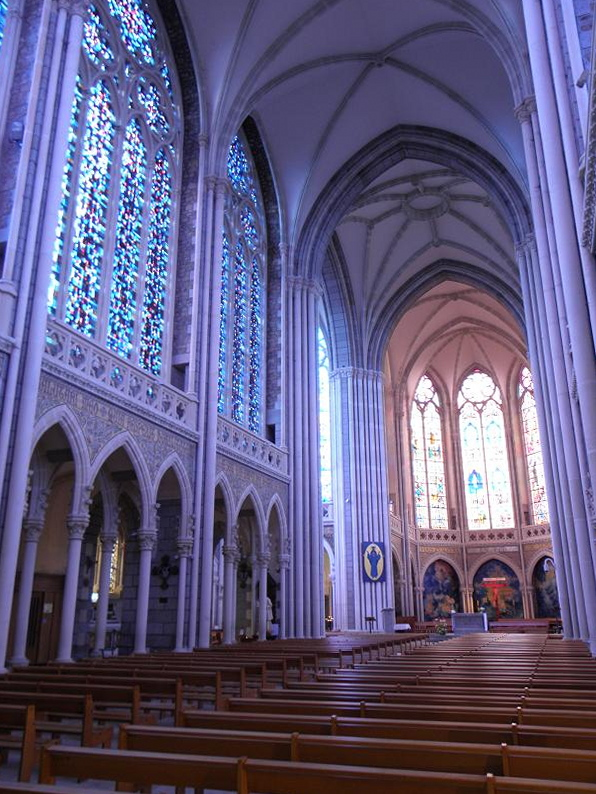
Interieur van de basiliek

De Basiliek van Onze-Lieve-Vrouw van Pontmain (Frans: Basilique Notre-Dame de l’Espérance de Pontmain)  is een neogotisch kerkgebouw in de Franse gemeente Pontmain, die erkend is als basilica minor.
In Pontmain zou in 1871 Maria verschenen zijn aan een aantal kinderen uit het dorp. Deze gebeurtenis, die gelinkt werd met de terugtrekking van Pruisische troepen tijdens de Frans-Pruisische Oorlog, leidde al snel tot bedevaarten en een Maria-verering. Nadat de verschijning authentiek werd verklaard door de paus, werd besloten tot de bouw van een bedevaartkerk in de nabijheid van de plaats van de verschijning. De eerste steen werd gelegd in 1873 en de bouw was grotendeels afgerond in 1890. In 1900 werd de kerk ingewijd en in 1905 werd ze verheven tot basilica minor.
De kerk is gebouwd in graniet naar een ontwerp van Eugène Hawke. De twee torens herbergen een beiaard met 39 klokken.